# Inju, la bête dans l'ombre
Inju, la bête dans l'ombre è un film del 2008 diretto da Barbet Schroeder, basato sul romanzo La belva nell'ombra pubblicato nel 1928 dallo scrittore giapponese Ranpo Edogawa.
È stato presentato tra i film in concorso alla 65ª Mostra internazionale d'arte cinematografica di Venezia e al 33º Toronto International Film Festival.

## Trama
Alex Fayard è un professore universitario francese e autore di romanzi gialli di successo, per i quali trae ispirazione dal misterioso scrittore giapponese Shundei Oe. Giunto a Kyoto per promuovere il suo ultimo libro fa la conoscenza di Tamao, una geisha che gli confida di essere stata minacciata di morte da uno dei suoi ex amanti, tra cui figura proprio Shundei Oe. Alex decide di aiutarla ma da quel momento il soggiorno in Giappone diventa un incubo in cui realtà e finzione si confondono.

## Distribuzione
Dopo l'anteprima al Festival di Venezia, il film è stato distribuito nelle sale cinematografiche francesi a partire dal 3 settembre 2008. Oltre al Toronto International Film Festival della settimana successiva, nel 2009 è stato proiettato in altre tre manifestazioni cinematografiche: il Febiofest di Praga il 29 marzo, il Festival du Film Francophone di Atene il 7 aprile e il Seattle International Film Festival il 4 giugno.

### Date di uscita
- Francia (Inju, la bête dans l'ombre) - 3 settembre 2008
- Belgio (Inju, la bête dans l'ombre) - 17 settembre 2008
- Giappone (Injû) - 22 agosto 2009

## Accoglienza

### Incassi
Il film ha incassato complessivamente 676.097 dollari, di cui 642.242 in Francia, a fronte di un budget di 10.3 milioni di euro.

### Critica
I giudizi sul film dopo la presentazione a Venezia sono stati in gran parte negativi. Il critico Geoffrey Macnab ha scritto: «Inju, la bête dans l'ombre è una storia coraggiosa, ma probabilmente sbagliata... impostata tra un thriller di serie B e Ecco l'impero dei sensi di Nagisa Ōshima. Colpi di scena banali, sesso trasgressivo e digressioni auto-riflessive sul cinema siedono fianco a fianco. Molti a Venezia lo hanno trovato ridicolo ed ha avuto vita difficile con la volubile stampa italiana». Francesco Bolzoni su Avvenire ha parlato di "imbarazzante pochezza" e Lietta Tornabuoni su La Stampa di un film sontuoso che «si disfa in un pasticcio per metà barocco e per metà erotico».
Altre recensioni negative sono state quelle di Gloria Satta de Il Messaggero, secondo la quale il film «insegue i b-movies senza un filo d'ironia, lasciando lo spettatore annoiato più che impaurito», e Paolo Mereghetti che sul Corriere della Sera ha scritto: «Schroeder costruisce un film che non ha né tensione né suspense e finisce per irritare lo spettatore che si sente preso in giro da un giallo cervellotico e velleitario». Tommaso Tocci del sito Cinefile sottolinea come Barbet Schroeder «si sia perso tra un inizio di carriera agganciato alla Nouvelle Vague e uno sviluppo recente di mediocrità statunitense».
Altri giudizi sono stati più incoraggianti, come quello di Roberto Silvestri de il manifesto («Un divertimento raffinato dal retrogusto profondo») e Luciana Morelli di MoviePlayer che definisce il film «curatissimo in ogni particolare scenografico, di una precisione quasi maniacale... fino ad un certo punto anche molto coinvolgente», mentre Mauro Corso su FilmUp ritiene che, pur non essendo privo di difetti, il regista abbia costruito «un film sensuale, inquietante quando basta, certamente esotico e senza dubbio insolito e interessante».